# Regola dell'1%

Grafico a torta che mostra la proporzione fra lurker, contributori e creatori.

Nella cultura di Internet, la regola dell'1% (detta anche principio 90-9-1, o rapporto 89:10:1) è la teoria secondo cui la percentuale dei soli fruitori (lurker) di una comunità virtuale è enormemente superiore a quella dei collaboratori attivi a quella stessa comunità.
La teoria è spesso usata come dimostrazione dell'ineguaglianza partecipativa in rete, cioè nell'analisi delle differenze fra i livelli di intensità nella partecipazione all'attività virtuale. Studi su questo argomento, con risultati simili alla regola dell'1%, sono stati compiuti da Will Hill degli AT&T Laboratories e, in seguito, da Jakob Nielsen, che ha esteso anche al mondo di Internet il concetto di ineguaglianza partecipativa, prima legato alla politica e all'economia.
La regola dell'1% suddivide gli utenti di community su Internet in tre categorie, in base al grado di partecipazione: i lurker, i contributori, i creatori. È importante notare come queste tre categorie non siano imposte dai singoli siti (dato che ogni utente è libero di agire come crede), ma emergano in modo spontaneo all'interno di una comunità virtuale. Questo vuol dire che, di fronte a siti non di community (come la pagina web di un giornale o di una qualunque azienda con dipendenti), la categoria dei creatori è rivestita solo dai dipendenti di detta azienda, e tutti i fruitori possono essere solo lurker oppure contributori, e solo nei limiti concessi dall'azienda titolare del sito.

## Storia
L'espressione 1% rule ("regola dell'1%"), scritta in questi termini, è stata coniata nel maggio del 2006 dai blogger Ben McConnell e Jackie Huba, benché in precedenza fossero già state espresse simili considerazioni con altri nomi, come, ad esempio, il 90-9-1 principle ("principio del 90-9-1"), in cui, su 100 utenti, solo 1 crea UGC, altri 9 operano piccole attività come commenti o modifiche, mentre 90 "lurkano".
Già nel 2005, nell'ambito di ricerche sul terrorismo islamista, Akil N. Awan ha svolto un ampio studio sui forum estremisti jihādisti, scoprendo che l'87% degli utenti iscritti non aveva mai pubblicato contenuti nemmeno una volta, il 13% aveva postato almeno una sola singola volta, il 5% aveva postato almeno 50 volte e più, mentre solo l'1% aveva postato in maniera statisticamente considerevole ed effettivamente continuativa per almeno 500 volte.

## Definizione
La regola dell'1% afferma che il numero di persone che creano attivamente contenuti sul web quali testi, fotografie, disegni, video ed ogni altro tipo di materiale originale (detti UGC, user generated content), compresi gli stessi articoli di Wikipedia, sono approssimativamente l'1%, o anche meno, del totale delle persone che fruiranno di quel materiale. Ad esempio, per ogni persona che scrive un nuovo post su un forum, carica una foto su Flickr o diffonde un meme su Tumblr, ci saranno almeno altre 99 persone che leggeranno quel forum, vedranno quella foto e scopriranno quel meme e, di queste, solo 9 contribuiranno attivamente con un commento, reblog o altro metodo di partecipazione. Ogni 100 utenti, cioè, si stima siano presenti 1 creatore, 9 contributori e 90 lurker.
La percentuale reale di utenti nelle tre categorie lurker-contributori-creatori in realtà dipende da sito a sito e varia a seconda delle tipologie (blog, community, forum, eccetera). Su Wikipedia in italiano, ad esempio, dove in seguito alla registrazione non è obbligatoria la partecipazione continuativa, sono presenti attualmente 2 614 082 utenti, di cui però solo 8 179 (0,31% circa) effettivamente attivi, e solo 117 (0% circa) con funzioni amministrative. Viceversa, se ad esempio un forum richiede esplicitamente che l'utente partecipi alla discussione pena l'esclusione, in quel caso le percentuali della seconda e terza categoria saranno molto maggiori, ma i creatori resteranno sempre una parte fortemente minoritaria: questo è stato confermato da uno studio dello statistico Michael Wu, che utilizzando strumenti e tecniche dell'economia ha analizzato l'ineguaglianza partecipativa in centinaia di diverse community diversificate per tipologia aziendale, settore, audience e target arrivando alla conferma che, nonostante la possibile variazione di percentuale, l'ordine di partecipazione è sempre lo stesso con molti lurker, pochi contributori, pochissimi creatori. Questa dinamica sociale nel mondo virtuale è paragonabile ad altre simili leggi che regolano aspetti legati all'informazione ed all'economia, come la legge 80/20 o principio di Pareto secondo cui il 20% dei componenti di un qualunque tipo di gruppo produce e/o consuma l'80% dell'attività totale, indipendentemente dall'ambito in cui questa si applica.